# NHK手話ニュース845
『NHK手話ニュース845』（エヌエイチケイしゅわニュース はちよんご）は、1997年4月7日に『NHK手話ニュース』から独立したNHKの手話ニュース番組である。

## 放送形式
かつては聴者の手話通訳者の2人1組で、時々ろう者が出演するくらいだったが、現在は全てろう者の2人1組で編成されている。1991年から3年間「みんなの手話」の講師として出演した木村晴美が「手話ニュース」の初のろうキャスターとして採用された時点では手指日本語（日本語対応手話）が使用されていたが、木村の問題意識を反映する形で2000年代はじめから徐々にろうキャスターへの交代が進み、現在ではろうキャスターが日本手話で放送を行っている。収録にはプロンプターで映写された日本語文の原稿を見て、ろうキャスターが手話で表出するサイト・トランレーションが使われている。音声部分については、NHK日本語センター勤務（または出向）のアナウンサーやNHKのOB・OGのアナウンサーが担当していたが、近年は元NHK BSニュース出身のフリーアナウンサーがニュースリーダーを担当している。当初は担当者が手話通訳者の場合、通訳者が日本語対応手話をしながら挨拶・リードと呼ばれるニュースの項目部分を、画面上に映らないニュースリーダーがVTRや気象画面の部分をそれぞれ分担して読み上げていたが、現在は全てニュースリーダーが行っている。また、2011年度からヘッドライン紹介が追加された。
番組では手話以外にもルビ付きの日本語字幕スーパーを使用して、手話が苦手な聴覚障害者をサポートする（通常のニュース番組では担当記者の名前を含め、特に難しい読み仮名がある場合を除いてルビは基本的につかない）。
また、以前は番組後半にコラムコーナーがあり、永六輔や金田一春彦、戸田奈津子らが出演していた。映像サイズは当初はアナログ･デジタルとも4:3であったが、2008年12月からデジタル放送ではハイビジョン放送となった（マルチ編成時は16:9フルサイズのSD放送）。当初はスタジオ内映像と天気予報画面および放送センター屋上カメラの映像のみでニュース素材はハイビジョン取材であっても4:3のまま放送されていたが、後に取材映像についてもハイビジョン放送となった。これは教育テレビで放送される手話ニュース全番組共通（アナログは4:3コンバートだったが、2010年7月5日からはレターボックス16:9になる）。

## 出演者
- 月曜日 小野広祐、赤堀仁美（日曜夜の手話ニュース兼務。）
- 火曜日 木村晴美、竹村祐樹
- 水曜日 戸田康之、板鼻英ニ
- 木曜日 那須英彰、加藤小夜里
- 金曜日 野口岳史、小野寺善子（昼間の手話ニュース兼務。）

ニュースリーダー
- 月曜日 谷貝麻知子
- 火曜日 細谷翠、福永美春[5]
- 水曜日 實石あづさ
- 木曜日 笠井美穂　（日曜夜の手話ニュース兼務）
- 金曜日 秋山千鶴　（土曜夜の手話ニュース兼務）

## 放送時間
- 平日 20:45 - 21:00
- 月 - 金にあたる祝日 20:45 - 20:52 その場合、キャスターは1人。空いた時間は『ワンポイント手話』や『NHKプレマップ』（広報番組）などで穴を埋める。※土日は『NHK手話ニュース』として放送。19:55 - 20:00の放送で、キャスターは1人。
- 12月31日 - 1月3日は20:55 - 21:00の放送で、キャスターは1人。
- なお、8月に行われる全国高等学校野球選手権大会の中継延長によっては、開始時間が20:45を過ぎる場合がある。
- また、1999年度から2002年度までは『今夜もあなたのパートナー』（20:00 - 22:00）[注釈 1]を中断するかたちで放送していた。
- オリンピックやパラリンピックの開会式中継などの事情で本番組を別時間に異時放送する場合はタイトルを『NHK手話ニュース』に変更した上で放送する場合がある[6]。
- ただし例外的に2022年12月29日・30日は、年末年始特別編成のため通常通り20:45から放送し、20:50までの5分間の短縮版で放送し、空いていた20:50から10分間は『手話で楽しむみんなのテレビ×美の小壺』が放送された。
- また2023年12月29日は、年末年始特別編成のため通常通り20:45から放送し、20:50までの5分間の短縮版で放送し、空いていた20:50 - 20:55は『ナンブンノイチ 』が、20:55 - 21:00は『美の小壺 「抹茶」』をそれぞれ放送された。

## テーマ音楽
- 2011年1月3日 - 2018年3月30日：小倉昌浩
- 2018年4月2日 - 現在：小倉昌浩